# Anemone alpina
L'anemone alpina, flor de Sant Joan, flor del vent, herba del vent, pulsatil·la alpina o viola blanca (Pulsatilla alpina, sinònim Anemone alpina), és una espècie de planta amb flors de la família de les ranunculàcies. Està distribuïda a les muntanyes d'Europa central i des de l'Europa meridional des del centre de la península Ibèrica fins a Croàcia. Viu entre els 1200 i els 2700 m d'altitud.
Addicionalment pot rebre els noms de perruca, pulsatil·la i pulsatil·la blanca. També s'han recollit les variants lingüístiques pulsatilla i pulsàtil·la blanca.

## Descripció
És una planta glabrescent quan és adulta i té un rizoma oblic, subcilíndric. Les flors fan 4,5-6 cm de diàmetre, erectes; grogues o blanques.

## Subespècies
Es reconeixen les següents subespècies:
- Pulsatilla alpina subsp. alpina : Aquesta subespècie es troba als Pirineus, els Alps i el nord-est d'Albània.[3]
- Pulsatilla alpina subsp. apiifolia (Scop.) Nyman : Aquesta subespècie es troba als Pirineus i als Alps[4]
- Pulsatilla alpina subsp. austroalpina D.M.Moser : Nativa del sud-est dels Alps.[5]
- Pulsatilla alpina subsp. cantabrica M.Laínz : Nativa del nord-oest d'Espanya.[6]
- Pulsatilla alpina subsp. cottianaea (Beauverd) D.M.Moser : Nativa dels sud-oest dels Alps.[7]
- Pulsatilla alpina subsp. cyrnea Gamisans : És endèmica de Còrsega.[8]
- Pulsatilla alpina subsp. font-queri M.Laínz & P.Monts. : Nativa dels Pirineus,[9] rep el nom d'anemone alpina i alternativament els de flor de vent i pulsatil·la blanca.[1]
- Pulsatilla alpina subsp. millefoliata (Bertol.) D.M.Moser : Nativa de l'oest dels Alps.[10]
- Pulsatilla alpina subsp. schneebergensis D.M.Moser: és endèmica del nord-est d'Àustria,[11] i rep el nom de la muntanya Schneeberg de la Baixa Àustria.

## Sinònims
Es reconeixen els següents sinònims:
- Anemone alpina L.
- Preonanthus alpinus (L.) Schur
- Pulsatilla alba Rchb.